# Itusaari
Itusaari är en ö i Finland. Den ligger i sjön Loppijärvi och i kommunen Loppis i den ekonomiska regionen  Riihimäki ekonomiska region  och landskapet Egentliga Tavastland, i den södra delen av landet, 60 km norr om huvudstaden Helsingfors. Öns area är 6,5 hektar och dess största längd är 370 meter i öst-västlig riktning.